# SNOE
SNOE (Student Nitric Oxide Explorer) ou Explorer 72 ou STEDI-2 est un petit satellite scientifique du programme Explorer de la NASA lancé en 1998 et destiné à l'étude du monoxyde d'azote dans la thermosphère (100-200 km d'altitude). Le satellite est le premier des trois projets développés dans le cadre du programme de satellite universitaire (StudenT Explorer Demonstration Initiative - STEDI) financé par la NASA (4,4 millions de dollars américains). Le satellite développé par l'université du Colorado remplit ses objectifs et sa mission s'achève avec sa rentrée atmosphérique qui a lieu le 13 décembre 2003. 

## Contexte
SNOE est la 72e mission du programme Explorer de la NASA dédié aux investigations scientifiques de l'environnement spatial de la Terre. SNOE est le premier satellite lancé de trois projets développé dans le cadre du programme de satellite universitaire (STEDI) dont l'objectif est de mettre à la portée des étudiants le développement de satellites avec des moyens limités dans le cadre de la stratégie du « faster, better, and cheaper » (plus vite, mieux et moins cher) promue par l'administrateur de la NASA, Daniel Goldin. Le programme est financé par la NASA et géré par l'association de recherche spatiale universitaire (Universities Space Research Association USRA). Le projet conçu par l'université du Colorado à Boulder est sélectionné en 1994 parmi 66 propositions pour faire partie des 6 satellites présélectionnés. En février 1995, le satellite est sélectionné avec TERRIERS de l'université de Boston et CATSAT de l'université de Leicester. SNOE est entièrement construit par le laboratoire de physique spatiale et atmosphérique de l'université,.

## Objectifs
L'objectif de la mission est l'étude détaillée des variations de concentration du monoxyde d'azote dans la thermosphère. Le monoxyde d'azote bien que composant mineur de cette région de l'espace a un impact important sur la composition des ions présents dans l'ionosphère et dans la partie thermique de la thermosphère. Les objectifs détaillés sont :
- détailler comment les variations du rayonnement X en provenance du Soleil affectent la densité du monoxyde d'azote dans la couche inférieure de la thermosphère.
- déterminer comment l'activité aurorale accroît les quantités de monoxyde d'azote dans les régions polaires.

## Caractéristiques techniques
SNOE a une structure compacte hexagonale haute de 0,9 mètre et de 1 mètre au maximum de large avec une masse de 120 kg. Il est stabilisé par rotation à 5 tours par minute. Son axe de rotation est perpendiculaire au plan orbital. Les parois du satellite sont couvertes de cellules photovoltaïques qui fournissent 37 watts,.

## Instrumentation scientifique
SNOE embarque trois instruments scientifiques, :
- Un spectromètre ultraviolet qui réalise un profil vertical de la concentration de monoxyde d'azote.
- Un photomètre auroral à deux canaux mesure les émissions aurorales à proximité du satellite.
- Un photomètre à cinq canaux mesure les rayons X mous produits par le Soleil.

Le satellite embarque un récepteur GPS qui permet de déterminer avec précision son orbite et son orientation.

## Déroulement de la mission
SNOE est lancé le 26 février 1998 par un lanceur Pegasus-XL depuis la base de lancement de Vandenberg et placé sur une orbite héliosynchrone de 535 x 580 km d'altitude avec une inclinaison de 97,7°. Le satellite fonctionne par la suite normalement jusqu'à sa rentrée atmosphérique qui intervient le 13 décembre 2003,.